# 中车电动

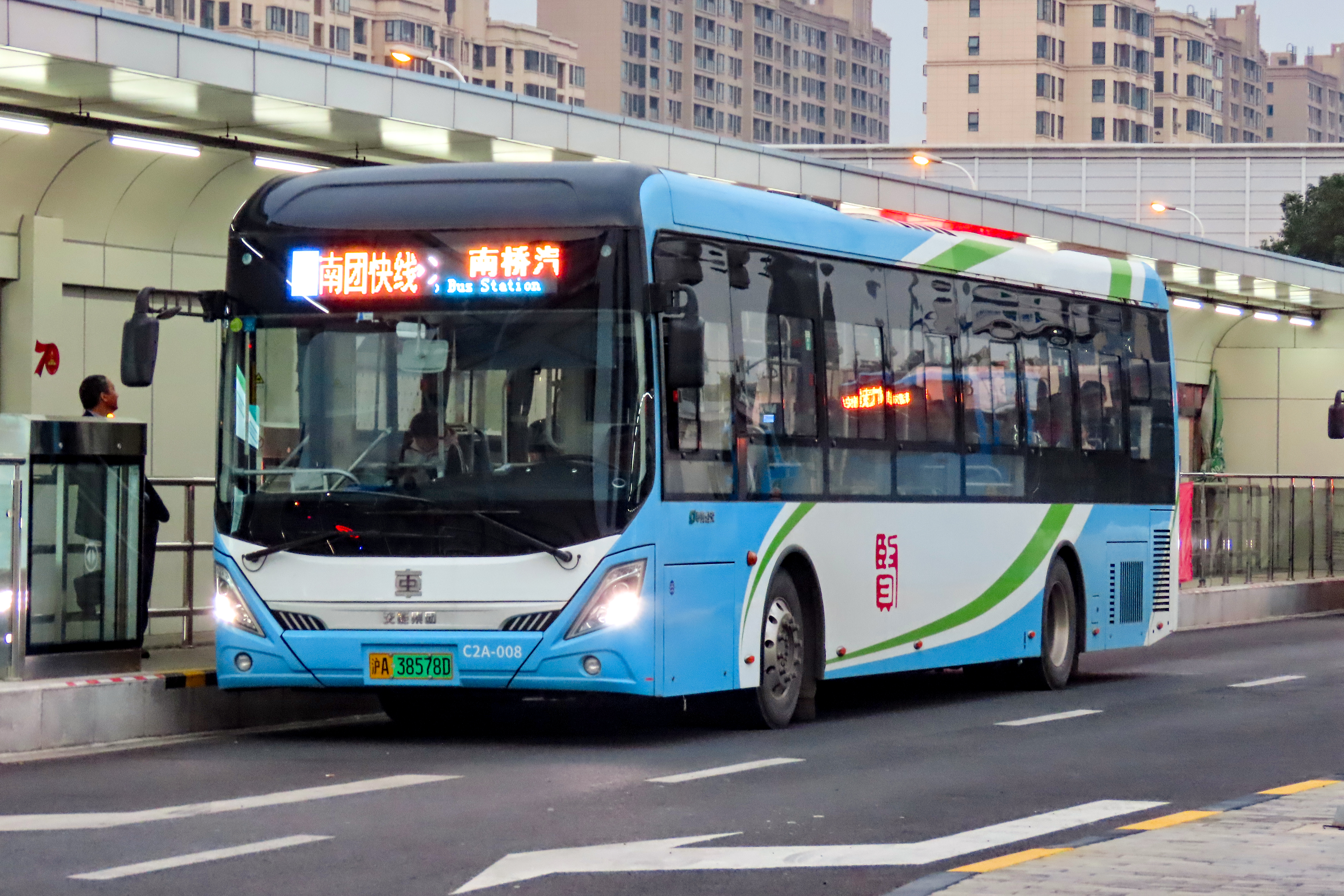
上海公交南团快线的TEG6125BEV05型单机客车

中车时代电动汽车股份有限公司，简称中车电动，成立于2007年，是中国第一家获得节能与新能源汽车整车生产资质的企业，也是中国第一家将高铁技术运用到新能源汽车领域的高新技术企业。中车时代电动汽车公司推出了增程插电式客车、常规混合动力客车、纯电动客车，销往台湾、新西兰等地区，还在中国的海口、贵阳等城市陆续投入运营。

## 股权结构
成立之初，是由是中国中车株洲电力机车研究所有限公司联合曙光汽车集团、三一集团、清华大学共同组建的股份制公司，注册资本为5.7亿元。2017年，中车株洲电力机车研究所有限公司将51%的股权转让给中国中车集团。